# DIC T-11

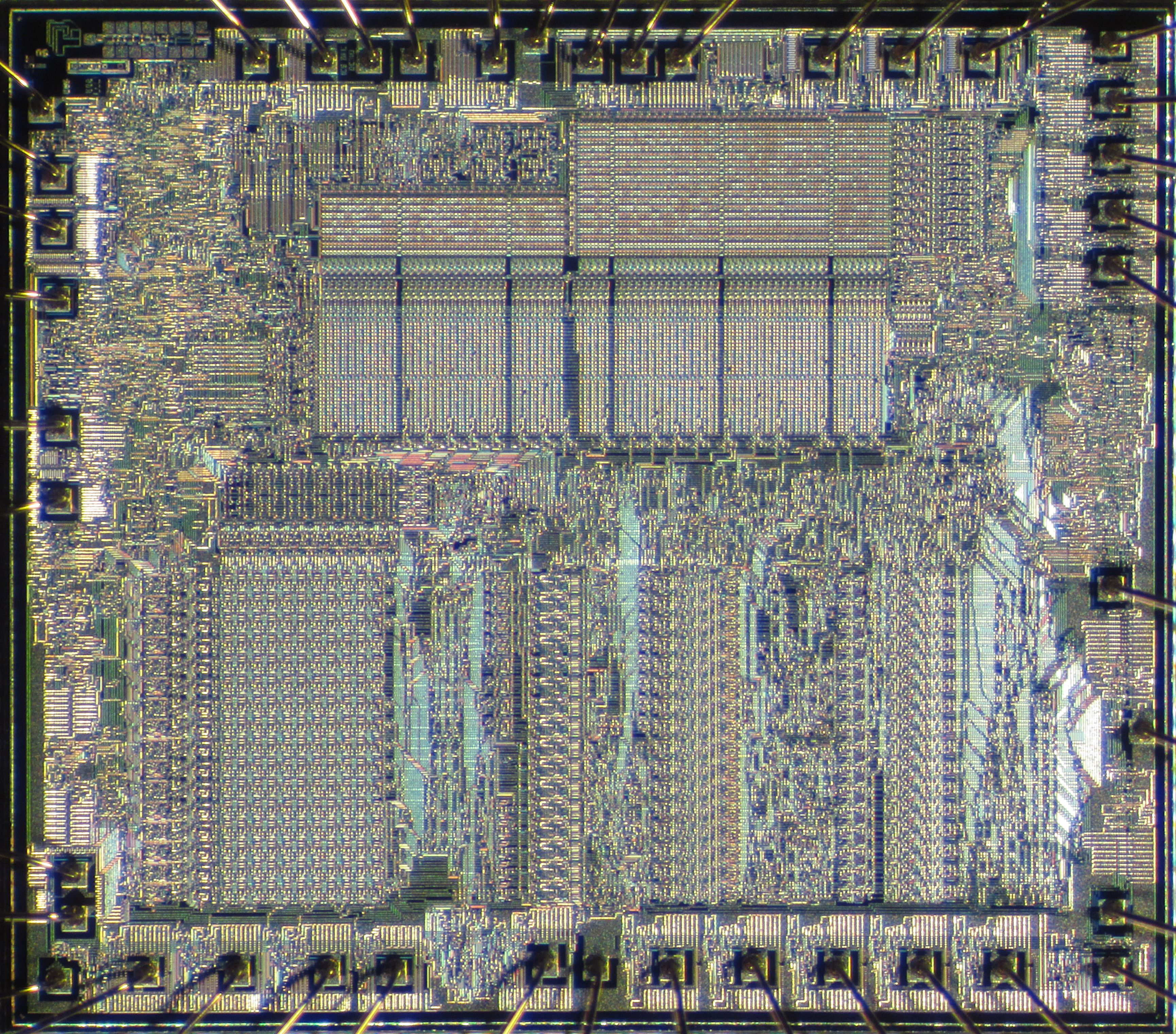
Troquelado del DEC T-11.

El T-11, también conocido como DC310 o DCT11, es un microprocesador que implementa la ISA PDP-11 desarrollada por Digital Equipment Corporation. El T-11 recibió el nombre en código «Tiny» (que se traduce como «diminuto»). Fue desarrollado para sistemas integrados y fue el primer microprocesador de un solo chip desarrollado por DEC. Al comenzar la producción en volumen a principios de 1982, se vendió abiertamente y DEC lo utilizó en controladores de disco (por ejemplo: controlador M8639 RQDX2), el terminal VT240, procesadores auxiliares y en el sistema de juegos arcade Atari System 2. Funcionaba a 7,5 MHz o 10 MHz (tres versiones, dos velocidades), utilizaba una fuente de alimentación de 5 V y disipaba 1,1 W como máximo. Contenía 13 000 transistores, usaba lógica NMOS y fue fabricado en un proceso NMOS. En 1987, estaban disponibles tres versiones del DCT11: 21-17311-01 (versión original de 7,5 MHz, producida por DEC), 21-17311-00 (segunda versión de 7,5 MHz, de Synertek) y 21-17311-02 (versión de 10 MHz, producida por DEC).
Se fabricó un clon del T-11 en la Unión Soviética con la designación KR1807VM1 (en ruso: КР1807ВМ1). 